# Římskokatolická farnost Teplice nad Metují
Římskokatolická farnost Teplice nad Metují je územním společenstvím římských katolíků v rámci náchodského vikariátu královéhradecké diecéze.

## O farnosti

### Historie
V Teplicích stával od 15. století dřevěný kostel. Na jeho místě dali Strakové z Nedabylic v roce 1724 postavit barokní zděný kostel sv. Vavřince.

#### Přehled duchovních správců
- 1946 - 1958 R.D. Jan Herzán (2.10.1914 - 9.8.1980)
- 1958–1991 R.D. Karel Skočdopole (19. 1. 1915 – 12. 3. 1992) (interkalární administrátor)
- 1992 - 1997 R.D. Mgr. Jiří Prokůpek
- 1999 R.D. P. Mgr. Evermod Jan Sládek, OPraem.

- 2005–2011 R.D. ThMgr. Krysztof Bzdyrek (administrátor)
- 2011–2013 R.D. Marian Lewicki (administrátor ex currendo)
- 2013–2015 R.D. ThMgr. Krysztof Bzdyrek (administrátor)
- od r. 2015 R.D. ThLic. Martin Lanži (ex currendo in materialibus)
- od r. 2015 P. František Hofman, O.Melit. cap.Mag. (administrátor in spiritualibus)

#### Ivanitská poustevna
V Teplicích nad Metují v místní části Kamenec se nachází areál bývalé ivanitské poustevny s poutním kostelem Panny Marie Pomocné. Postaven byl v letech 1754–1763.

### Současnost
Farnost je in materialibus administrována ex currendo z Broumova.
| Kostel                     | Místo              | Bohoslužba              | Bohoslužba             | Poznámka        |
| -------------------------- | ------------------ | ----------------------- | ---------------------- | --------------- |
| Kaple sv. Jana Křtitele    | Hodkovice          | neslouží se pravidelně  | neslouží se pravidelně | obecní kaple    |
| Kostel Povýšení sv. Kříže  | Horní Adršpach     | 1. a 3. neděle v měsíci | 14.00                  | filiální kostel |
| Kostel sv. Vavřince        | Teplice nad Metují | neděle středa pátek     | 8.30 18.00             | farní kostel    |
| Kostel Panny Marie Pomocné | Teplice nad Metují | 1. sobota v měsíci      | 8.00                   | poutní kostel   |
| Kostel Nejsvětější Trojice | Zdoňov             | 2. neděle v měsíci      | 14.00                  | filiální kostel |